# Jabalí de Guilden Morden
El jabalí de Guilden Morden es una figurita de bronce del siglo VI o VII que representa un jabalí. Descubierta en una tumba anglosajona en Guilden Morden, Cambridgeshire, que fue legada al Museo Británico en 1904 por Herbert Fordham, el hijo de su descubridor.
El jabalí está representado de manera estilizada: es sobre todo su larga melena la que permite identificarlo. La forma de las patas delanteras y traseras sugiere que originalmente fue montado en otro objeto, probablemente un casco. Los cascos decorados con figuras de jabalíes se mencionan varias veces en el poema Beowulf, y se han encontrado dos cascos de este tipo en Inglaterra: los de Benty Grange y Wollaston. En la cultura germánica, el jabalí es un animal simbólicamente importante, que juega un papel protector.

## Descripción
El jabalí de Guilden Morden es una figura de bronce fundido de 64 mm de largo. Tiene una forma muy estilizada y es principalmente debido a su prominente melena que es posible identificar un jabalí. Otros detalles se muestran superficialmente: un ojo, cejas y fosas nasales. Puede que se hayan hecho con un punzón en un segundo paso. La cola del animal originalmente formaba un círculo, pero Herbert Fordham informa que se rompió accidentalmente.
Las patas delanteras del animal son de una sola pieza, al igual que las patas traseras. Un agujero de 3,5 mm de profundidad fue practicado en las patas delanteras y un alfiler de 6 mm de largo sobresale de las patas traseras. Estas dos características indican que el jabalí estaba originalmente destinado a ser unido a otro objeto, probablemente un casco.

## Descubrimiento

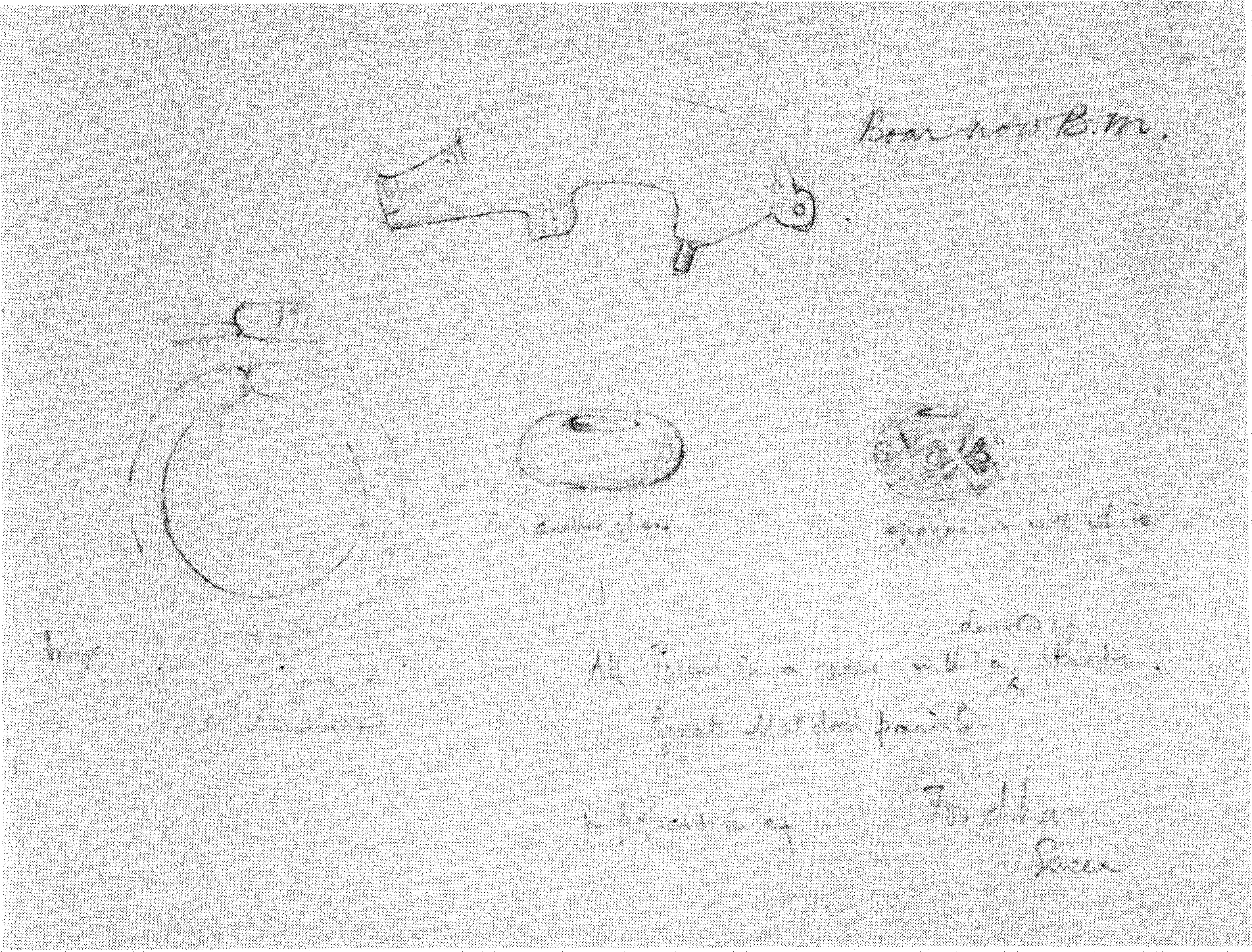
Dibujo a lápiz de los objetos encontrados en la tumba de Guilden Morden (1882-1883).

El jabalí fue encontrado alrededor de 1864-1865 en Guilden Morden, una parroquia de Cambridgeshire, a 26 km al suroeste de Cambridge y a 8 km al oeste de Royston, en Hertfordshire. Fue mientras buscaba coprolitos que Herbert Fordham, un cervecero de Odisey, los descubrió. Su hijo, también conocido como Herbert Fordham, describió el descubrimiento en un artículo de 1904:«Siempre he entendido que se encontró bajo la superficie del suelo, o a poca profundidad, junto con otros objetos, incluyendo (al menos) una pequeña cuenta de fayenza con un motivo inciso, todo ello en lo que sin duda era una tumba, y colocado en relación con los restos de huesos humanos de tal manera que los diversos objetos parecían haber sido colgados del cuello de la persona enterrada».
Un dibujo a lápiz realizado entre abril de 1882 y septiembre de 1883 representa al jabalí con un anillo de bronce y dos abalorios de vidrio, uno de color ámbar y el otro rojo con motivos blancos. La leyenda dice que estos objetos fueron «todos descubiertos en una tumba con un esqueleto en posición fetal». Fordham no tiene más información sobre el descubrimiento del jabalí, su ubicación exacta o los otros objetos, que ahora se han perdido. Donó el jabalí al Museo Británico en 1904.

## Tipología

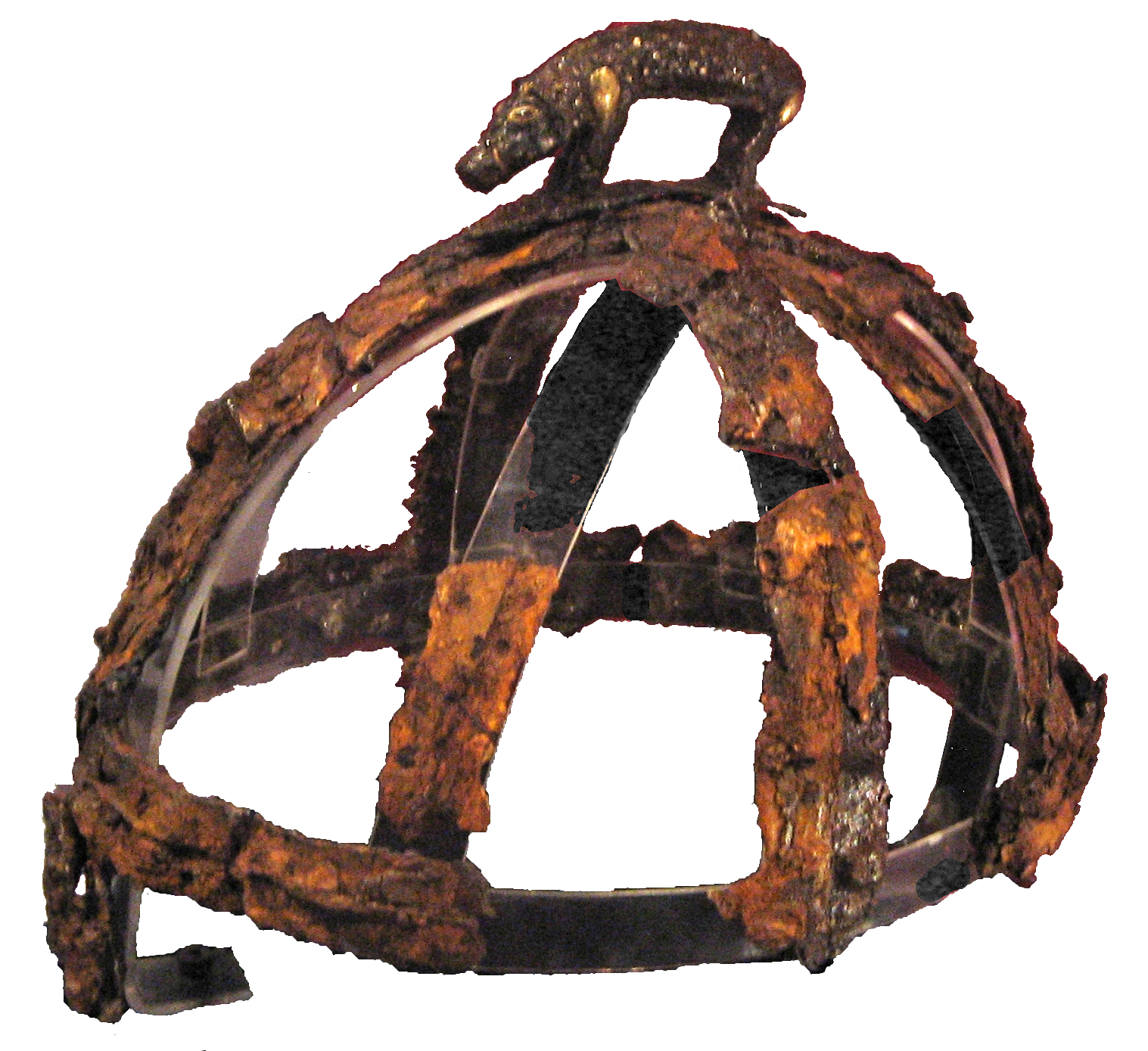
El yelmo de Benty Grange, cuya cresta es similar a la del jabalí de Guilden Morden.

Después de su descubrimiento, el jabalí de Guilden Morden ha sido considerado durante mucho tiempo un artefacto de la Edad del Hierro, pero en realidad es un objeto anglosajón, fabricado durante la Alta Edad Media: se parece más al jabalí encontrado en el casco anglosajón de Benty Grange (Derbyshire) que a las figuritas celtas que representan a este animal, y los objetos encontrados con él también sugieren que el difunto era un anglosajón pagano.
Originalmente, esta figurita probablemente estaba sujeta a la parte superior de un casco. En Inglaterra se han encontrado dos cascos con cresta de jabalí: el de Benty Grange y el casco de Wollaston, ambos de la segunda mitad del siglo VII. Unos cincuenta cascos con cresta del mismo tipo que datan del siglo XI se encuentran también en todo el norte de Europa, principalmente en Escandinavia. Una de las placas de Torslunda, de las matrices de La Vida del Siglo encontradas en Suecia, representa a los guerreros cuyos cascos tienen la efigie de un jabalí como cresta.

## Iconografía
El jabalí tiene un importante valor simbólico en varias culturas europeas. Entre los anglosajones, probablemente refleja una fusión de las influencias nórdicas y mediterráneas. Este animal aparece en los artefactos escandinavos, como el caldero de Gundestrup (Dinamarca, siglo I) o las placas de Torslunda (Suecia, siglo VI), pero también sirvió como emblema de varias legiones romanas, incluida la Legio XX Valeria Victrix, estacionada en Britania desde el siglo I al II. Su asociación con los dioses escandinavos Freyja y Freyr, sugiere, sin embargo, que el jabalí de Guilden Morden es testigo de la introducción en Inglaterra de una tradición germánica más que de la continuidad de una tradición prerromana. En cualquier caso, el jabalí representa aparentemente un emblema protector para los anglosajones. El poema épico Beowulf menciona repetidamente los cascos decorados con este animal.·

Algunas representaciones iconográficas antiguas del jabalí
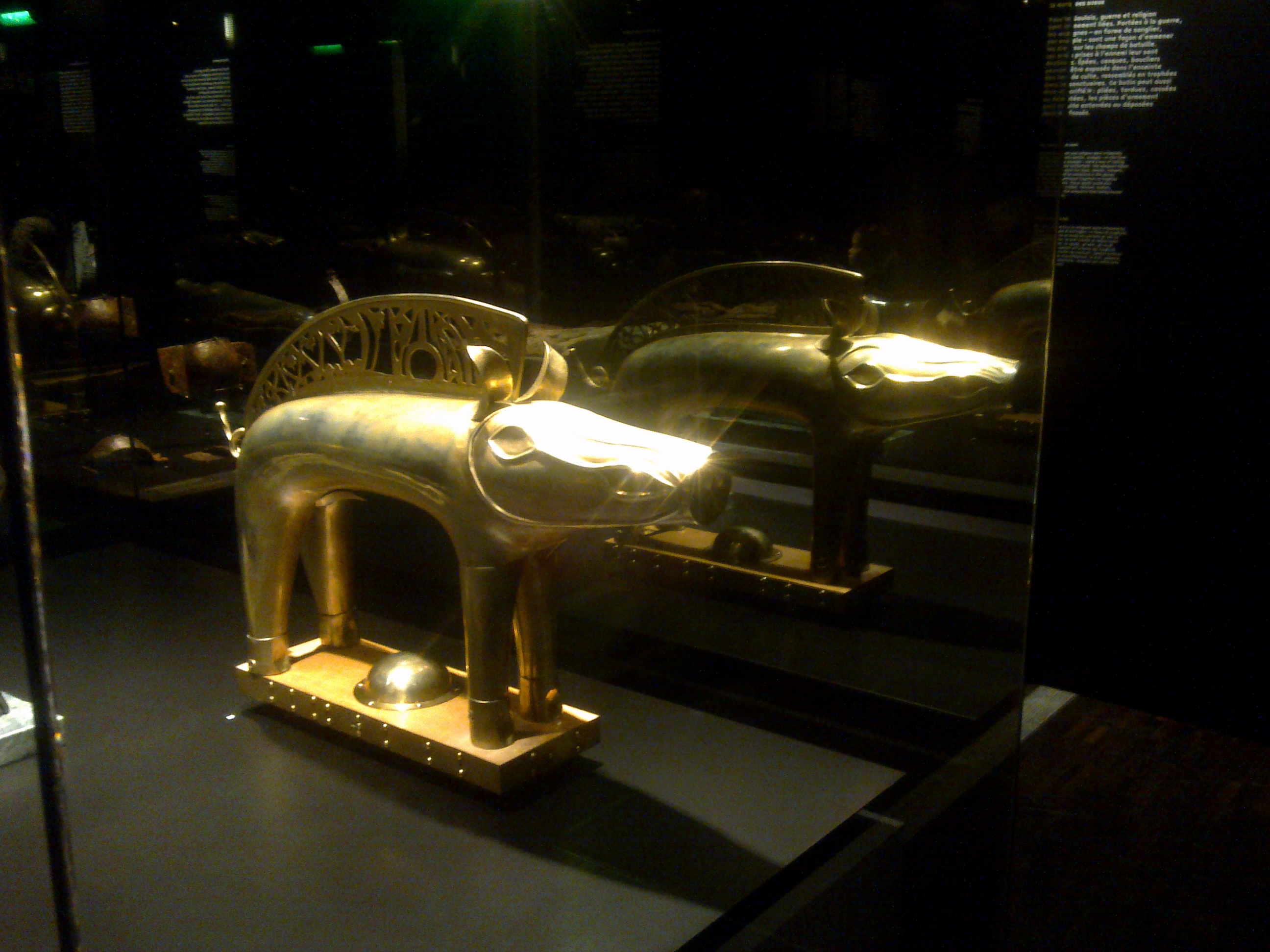
Jabalí-enseña de Soulac-sur-Mer (siglo I).
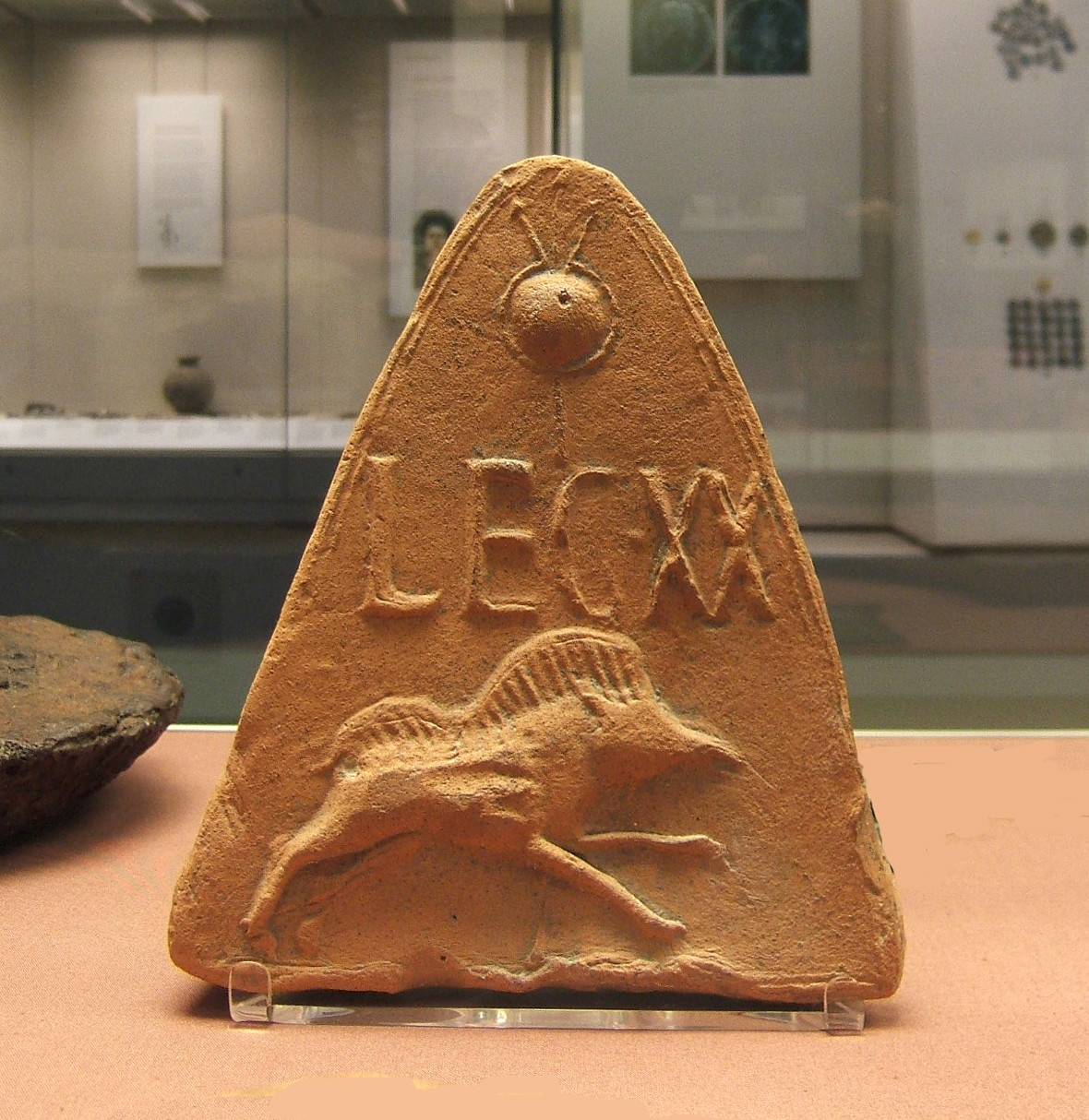
Una teja representando el emblema de la Legio XX Valeria Victrix (siglo II o III).
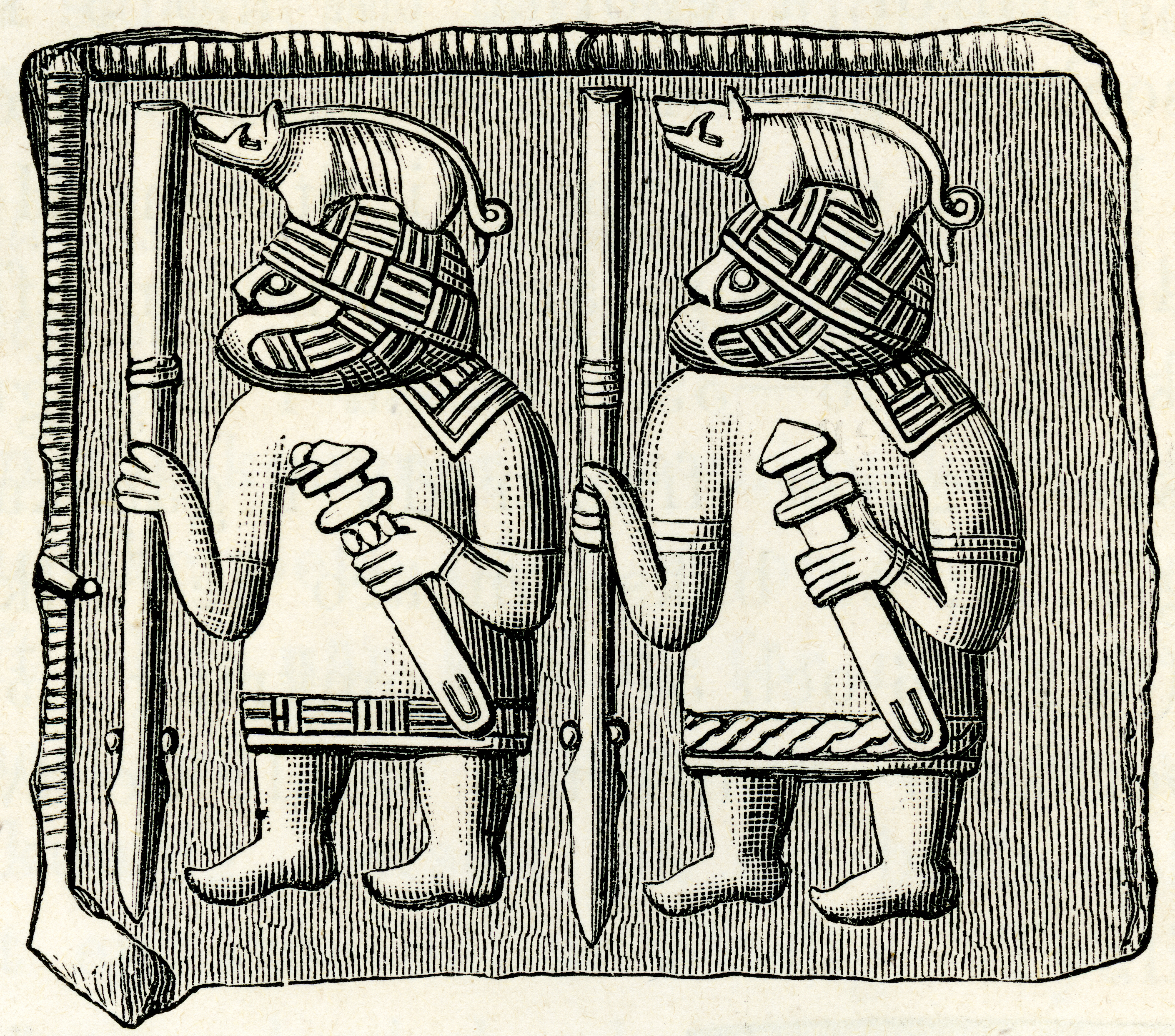
Una de las placas de Torslunda (siglo VI).